# Parietaria praetermissa
Parietaria praetermissa là loài thực vật có hoa trong họ Tầm ma. Loài này được B.D. Hinton mô tả khoa học đầu tiên năm 1968.